# Ecdemus hypoleucus
Ecdemus hypoleucus är en fjärilsart som beskrevs av Herrich-Schäffer 1854. Ecdemus hypoleucus ingår i släktet Ecdemus och familjen björnspinnare. Inga underarter finns listade i Catalogue of Life.